# Rátót
Rátót je vas na Madžarskem, ki upravno spada pod Monoštrsko okrožje Železne županije.